# 徐仪
徐仪（1963年—）是一位法国华人作曲家。

## 生平
1963年出生于江苏省南京市，从小学习二胡，1986年毕业于上海音乐学院作曲专业，之后留校任教。1988年公派赴法留学，1991年获得法国音乐与声学研究中心硕士学位，1994年获得巴黎国立高等音乐舞蹈学院作曲系毕业作品第一名。2001年至2003年任教于塞尔吉-蓬图瓦兹国立音乐学院。此外还是上海音乐学院和武汉音乐学院特聘作曲教授。
徐仪创作60多部不同形式，均为法国，中国，瑞士，英国，意大利及美国委约的作品。这些作品在世界数国的艺术节及音乐场所上演。其作品“盈与虚”（le Plein du Vide)被法国教育部选为2006，2007年音乐高考试题。

## 荣誉
1996年至1998年成为首位获得罗马大奖的华人作曲家。